# Šeřík karpatský
Šeřík karpatský (Syringa josikaea) je rostlina z čeledi olivovníkovité (Oleaceae). Vzrůstem dosahuje velikosti keře vysokého až 3–5 metrů. Má eliptické, na bázi klínovité až zaokrouhlené listy, velikostí zhruba podobné jako srdčitě vykrojené listy šeříku obecného. Jeho květy jsou růžové či růžově fialové, trubkovité, čtyřcípé, uspořádané do úzkých, vzpřímených latovitých květenství, která vyrůstají na konci letorostů (jsou terminální). Kvetou v květnu a červnu, vyznačují se charakteristickou vůní. Plody jsou elipsoidní, lysé tobolky.
Druh je v přirozeném prostředí endemitem Východních Karpat; roste pouze na Ukrajině a v Rumunsku v pobřežních křovinách a na slunných lesních světlinách od pahorkatin do podhůří.
Vysazován je v několika kultivarech jako okrasná dřevina, oblíbená díky atraktivnímu kvetení a také své nenáročnosti a mrazuvzdornosti. Daří se mu v neutrální až zásadité, živinami bohaté, vlhké, ale dobře odvodněné půdě; lépe kvete na slunečných místech.